# Linares (Nuevo León)
Linares é um município do estado de Nuevo León, no México.
Em 2005, o município possuía um total de 71.061 habitantes.